# ライジングサン (ジーンズ)
ライジングサン（Rising Sun & Co）は、アメリカ合衆国のアパレルメーカーであり、ジーンズを中心としたデニム製品のブランド。2008年6月、カリフォルニア州パサデナで設立された。現在はサンタアナに本拠を置く。

## 概要
デザイナー兼オーナーのマイク・ホービス（Mike Hodis）のこだわりから、ほとんどのアイテムは熟練した職人の手とアンティークミシンで作られている。
また、素材である生地は米国でもっとも古いデニム工場「ホワイトオーク」のもの、金具など材料すべてアメリカ製を使用するという徹底ぶりで、米国のジーンズファンに人気が高い。

## 参照
1. ↑  Mike Hodis of Rising Sun Jeans is the hardest working person in America